# Junonia antigone
Junonia antigone är en fjärilsart som beskrevs av Felder 1867. Junonia antigone ingår i släktet Junonia och familjen praktfjärilar. Inga underarter finns listade i Catalogue of Life.